# Zofia Laskowska
Zofia Laskowska ps. „Magda” (ur. 2 września 1923, zm. 11 sierpnia 1944 w Warszawie) – łączniczka, sanitariuszka, w powstaniu warszawskim służąca w III plutonie „Felek” 2. kompanii „Rudy” batalionu „Zośka” Zgrupowania „Radosław” Armii Krajowej.
Poległa 11. dnia powstania warszawskiego podczas odwrotu swojej kompanii z ul. Spokojnej (przy ul. Kolskiej). Wraz z nią zginęła, również z plutonu „Felek”, Anna Zakrzewska (ps. „Hanka Biała”, lat 18, odzn. KW). Symboliczna mogiła Laskowskiej znajduje się na Powązkach Wojskowych obok kwater żołnierzy i sanitariuszek batalionu „Zośka”.

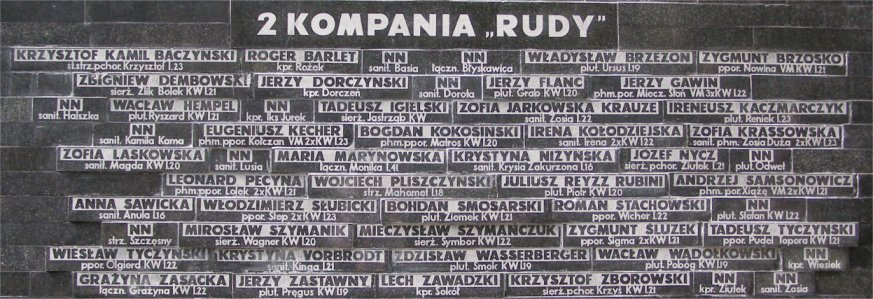
Na Powązkach Wojskowych. Nazwisko Laskowskiej w 5. rzędzie

Została odznaczona Krzyżem Walecznych.